# سيد هايك
سيد هايك (بالإنجليزية: Sid Haig)‏ مواليد 14 يوليو 1939 في فريسنو، الولايات المتحدة، هو ممثل أمريكي بدأ مسيرته الفنية عام 1960.

## الأعمال
- تشي!
- الماس للأبد
- قصص مدهشة
- جاكي براون
- اقتل بيل الجزء 2
- منبوذو الشيطان
- ليلة الموتى الأحياء

## وصلات خارجية
- الموقع الإلكتروني
- سيد هايك على موقع IMDb (الإنجليزية)
- سيد هايك على موقع روتن توميتوز (الإنجليزية)
- سيد هايك على موقع ألو سيني (الفرنسية)
- سيد هايك على موقع تيرنر كلاسيك موفيز (الإنجليزية)
- سيد هايك على موقع أول موفي (الإنجليزية)
- سيد هايك على موقع قاعدة بيانات الأفلام السويدية (السويدية)
- سيد هايك على موقع إن إن دي بي (الإنجليزية)
- سيد هايك على موقع ديسكوغز (الإنجليزية)
- سيد هايك على موقع قاعدة بيانات الفيلم (الإنجليزية)
- الموقع الرسمي